# HBT (esplosivo)
HBT è l'abbreviazione con la quale è noto il composto organico N,N'-Bis-(1H-tetrazol-5-il)-idrazina. È un derivato del tetrazolo ed è un esplosivo di potenza approssimativamente simile a HMX e CL-20, ma che in seguito alla detonazione rilascia una minor quantità di gas tossici quali ammoniaca e cianuro di idrogeno. Per questo motivo è stato proposto come esplosivo più ecologico rispetto ai tradizionali esplosivi basati su nitroammine.